# 창명여자중학교
창명여자중학교(昌明女子中學校)는 대한민국 경기도 여주시 대신면 율촌리에 있는 사립 중학교이다.

## 학교 연혁
- 1950년 11월 2일 : 상림속성중학원 개설
- 1952년 4월 26일 : 대신고등공민학교 설립인가
- 1959년 5월 20일 : 창명여자중학교 설립인가
- 1974년 11월 21일 : 창명여자종합고등학교 설립인가
- 2009년 8월 5일 : 교과 교실제 운영학교 선정
- 2010년 6월 15일 : 청소년정보윤리교육 운영학교 선정
- 2016년 3월 1일 : 혁신학교 지정
- 2020년 3월 1일 : 혁신학교 재지정
- 2022년 9월 1일 : 창명여자중학교 김영환 교장 취임
- 2023년 2월 3일 : 학교법인 기동학원 홍성걸 이사장 취임
- 2024년 1월 3일 : 2023학년도 졸업(제65회 11명, 총 졸업생 수 4,728명)

## 참고 자료
- 창명여자중학교 - 한국교육학술정보원 학교알리미